# Liste des députés bruxellois (2019-2024)
Pour les articles homonymes, voir Liste des députés bruxellois.
6e 8e
Liste des 89 députés pour la législature 2019-2024 au parlement bruxellois, à la suite des élections du 26 mai 2019. Cette législature comprend le gouvernement Vervoort III. 
Parmi ceux-ci, 19 () font aussi partie du parlement de la Communauté française de Belgique, proportionnellement :
| partis | partis | partis | partis | partis |     |
| cdH    | PS     | MR     | DéFI   | ECOLO  | PTB |
| 1      | 5      | 3      | 3      | 4      | 3   |
| ------ | ------ | ------ | ------ | ------ | --- |

Deux députés du groupe francophone sont délégués au sénat comme sénateur (), comme suit:
| législature | partis | partis | partis | partis |
| .           | cdH    | PS     | MR     | ECOLO  |
| 55e         | 0      | 1      | 0      | 1      |
| ----------- | ------ | ------ | ------ | ------ |

Le parlement de la Communauté française de Belgique et le parlement flamand peuvent éventuellement aussi désigner un ou plusieurs députés du parlement bruxellois au Sénat.

Répartition des sièges en début de législature
Répartition des sièges en fin de législature

## Bureau

### Parlement bruxellois etCoCoM
- Président : Rachid Madrane (PS)
- Premier Vice-Président : Guy Vanhengel (Open Vld)
- Vice-présidents :
  - Hicham Talhi (Ecolo)
  - Vincent De Wolf (MR)
  - Marc Loewenstein (DéFI)
- Secrétaires
  - Youssef Handichi (PTB)
  - Isabelle Emmery (PS)
  - Barbara de Radiguès de Chennevière (Ecolo)
  - Anne-Charlotte d'Ursel (MR)
  - Gilles Verstraeten (N-VA)
  - Céline Fremault (cdH)
  - Marc-Jean Ghyssels (PS)
  - Juan Benjumea Moreno (Groen)
  - Els Rochette (one.brussels-sp.a)
  - Lotte Stoops (Groen)
- Chefs de groupe
  - PS : Ridouane Chahid
  - Ecolo : John Pitseys
  - MR : Alexia Bertrand remplace (16.09.19) Françoise Schepmans
  - DéFI : Emmanuel De Bock
  - PTB : Françoise De Smedt
  - Groen : Arnaud Verstraete
  - N-VA : Cieltje Van Achter
  - Open Vld : Carla Dejonghe
  - one.brussels-sp.a : Fouad Ahidar
  - Agora : Pepijn Kennis

### Parlement bruxellois francophone (CoCoF)
- Présidente : Magali Plovie (Ecolo) remplacée par Kalvin Soiresse Njall
- Vice-présidents
  - Hasan Koyuncu (PS)
  - Viviane Teitelbaum (MR)
  - Christophe Magdalijns (DéFI)
- Secrétaires
  - Petya Obolensky (PTB)
  - Delphine Chabbert (PS)
- Chefs de groupe
  - Jamal Ikazban (PS)
  - Marie Lecocq (Ecolo)
  - Gaëtan Van Goidsenhoven (MR)
  - Michaël Vossaert (DéFI)
  - Stéphanie Koplowicz (PTB)

### Parlement bruxellois néerlandophone (CoCoN)
- Présidente : Hilde Sabbe (one.brussels-sp.a)
- Secrétaires
  - Juan Benjumea Moreno (Groen)
  - Gilles Verstraeten (N-VA)
- Chefs de groupe
  - Arnaud Verstraete (Groen)
  - Mathias Vanden Borre (N-VA)
  - Els Rochette (one.brussels-sp.a)
  - Bianca Debaets (CD&V)
  - Pepijn Kennis (Agora)
  - Jan Busselen (PVDA)
  - Dominiek Lootens-Stael (Vlaams Belang)

## Commissions

### Commissions du Parlement bruxellois
- Commission des finances et des affaires générales : Rachid Madrane (PS)
- Commission des affaires intérieures : Guy Vanhengel (Open Vld)
- Commission de l'environnement et de l'énergie : Tristan Roberti (Ecolo)
- Commission de la mobilité : Anne Charlotte d'Ursel (MR)
- Commission des affaires économiques et de l'emploi : Michäel Vossaert (DéFI)
- Commission du logement : Petya Obolensky (PTB)
- Commission du développement territorial : Isabelle Emmery (PS)
- Commission pour l'égalité des chances et les droits des femmes : Margaux De Ré (Ecolo)[2]

### Commissions de la CoCoM
- Commission de la santé et de l'aide aux personnes : Ibrahim Dönmez (PS)
- Commission des affaires bicommunautaires générales : Juan Benjuema Moreno (Groen)

### Commissions de la CoCoF
- Commission des Affaires générales et résiduaires, de la Cohésion sociale et des Infrastructures sportives
- Commission de l'Enseignement, de la Formation professionnelle, des Personnes handicapées, du Transport scolaire, des Crèches, de la Culture et du Tourisme
- Commission des Affaires sociales, de la Famille et de la Santé

### Autres commissions
- Commission chargée des questions européennes : Rachid Madrane (PS)
- Commission du budget et du compte du Parlement : Anne Charlotte d'Ursel (MR)
- Comité de suivi législatif : Rachid Madrane (PS)

## Liste par groupe au parlement

### Groupe linguistique francophone (72)

#### PS -Parti Socialiste(16)
| Nom                                                               | En remplacement de | Fonction                                        |
| ----------------------------------------------------------------- | ------------------ | ----------------------------------------------- |
| Leila Agic                                                        |                    |                                                 |
| Martin Casier                                                     | Philippe Close     | Député au Parlement de la Communauté française  |
| Delphine Chabbert                                                 |                    | Députée au Parlement de la Communauté française |
| Ridouane Chahid                                                   |                    | Chef de groupe                                  |
| Ibrahim Dönmez                                                    |                    |                                                 |
| Nadia El Yousfi                                                   |                    | Députée au Parlement de la Communauté française |
| Isabelle Emmery                                                   |                    | Députée au Parlement de la Communauté française |
| Marc-Jean Ghyssels                                                |                    |                                                 |
| Jamal Ikazban                                                     |                    |                                                 |
| Véronique Jamoulle                                                | Rudi Vervoort      |                                                 |
| Hasan Koyuncu                                                     |                    |                                                 |
| Fadila Laanan remplacée par Cécile Vainsel (jusqu'au 18.07.2019)  |                    |                                                 |
| Rachid Madrane remplacé par Simone Susskind (jusqu'au 18.07.2019) |                    |                                                 |
| Mohamed Ouriaghli                                                 |                    | Député au Parlement de la Communauté française  |
| Sevket Temiz                                                      |                    |                                                 |
| Julien Uyttendaele                                                |                    | Sénateur                                        |

#### Ecolo(15)
| Nom                                | En remplacement de | Fonction                                        |
| ---------------------------------- | ------------------ | ----------------------------------------------- |
| Barbara de Radiguès de Chennevière |                    |                                                 |
| Margaux De Ré                      | Rajae Maouane      | Député au Parlement de la Communauté française  |
| Zoé Genot                          |                    |                                                 |
| Marie Lecocq                       |                    |                                                 |
| Pierre-Yves Lux                    | Barbara Trachte    | Députée au Parlement de la Communauté française |
| Ahmed Mouhssin                     |                    |                                                 |
| Ingrid Parmentier                  | Alain Maron        |                                                 |
| Isabelle Pauthier                  |                    |                                                 |
| John Pitseys                       |                    | Chef de groupe, Sénateur                        |
| Magali Plovie                      |                    |                                                 |
| Tristan Roberti                    |                    |                                                 |
| Matteo Segers                      |                    | Député au Parlement de la Communauté française  |
| Kalvin Soiresse Njall              |                    | Député au Parlement de la Communauté française  |
| Farida Tahar                       |                    |                                                 |
| Hicham Talhi                       |                    |                                                 |

#### MR -Mouvement Réformateur(13)
| Nom                          | En remplacement de | Fonction                                                          |
| ---------------------------- | ------------------ | ----------------------------------------------------------------- |
| Latifa Aït Baala             | Boris Dilliès      |                                                                   |
| Clémentine Barzin            |                    |                                                                   |
| Alexia Bertrand              |                    | Cheffe de groupe, Députée au Parlement de la Communauté française |
| Geoffroy Coomans de Brachène |                    |                                                                   |
| Aurélie Czekalski            |                    |                                                                   |
| Vincent De Wolf              |                    |                                                                   |
| Dominique Dufourny           |                    |                                                                   |
| Anne Charlotte d'Ursel       |                    |                                                                   |
| David Leisterh               |                    |                                                                   |
| Françoise Schepmans          |                    | Députée au Parlement de la Communauté française                   |
| Viviane Teitelbaum           |                    |                                                                   |
| Gaëtan Van Goidsenhoven      |                    | Député au Parlement de la Communauté française                    |
| David Weytsman               |                    |                                                                   |

#### DéFI(10)
| Nom                         | En remplacement de | Fonction                                        |
| --------------------------- | ------------------ | ----------------------------------------------- |
| Nicole Nketo Bomele         | Bernard Clerfayt   |                                                 |
| Emmanuel De Bock            |                    | Chef de groupe                                  |
| Ariane de Lobkowicz-d'Ursel |                    |                                                 |
| Jonathan de Patoul          |                    |                                                 |
| Sadik Köksal                | Cécile Jodogne     |                                                 |
| Marc Loewenstein            |                    |                                                 |
| Christophe Magdalijns       |                    | Député au Parlement de la Communauté française  |
| Joëlle Maison               |                    | Députée au Parlement de la Communauté française |
| Marie Nagy                  |                    |                                                 |
| Michaël Vossaert            |                    | Député au Parlement de la Communauté française  |

#### PTB -Parti du travail de Belgique(10)
| Nom                   | En remplacement de | Fonction                                        |
| --------------------- | ------------------ | ----------------------------------------------- |
| Bruno Bauwens         | Caroline De Bock   |                                                 |
| Francis Dagrin        |                    |                                                 |
| Françoise De Smedt    |                    | Chef de groupe                                  |
| Elisa Groppi          |                    | Députée au Parlement de la Communauté française |
| Youssef Handichi      |                    |                                                 |
| Jean-Pierre Kerckhofs |                    | Député au Parlement de la Communauté française  |
| Stéphanie Koplowicz   |                    |                                                 |
| Leila Lahssaini       |                    |                                                 |
| Petya Obolensky       |                    |                                                 |
| Luc Vancauwenberge    | Ahmad Haagiloee    |                                                 |

#### cdH -Centre démocrate humaniste(6)
| Nom                             | En remplacement de | Fonction                                       |
| ------------------------------- | ------------------ | ---------------------------------------------- |
| Christophe De Beukelaer         |                    |                                                |
| Céline Fremault                 |                    |                                                |
| Gladys Kazadi Muanangabu Kaniki |                    |                                                |
| Pierre Kompany                  |                    |                                                |
| Véronique Lefrancq              |                    |                                                |
| Bertin Mampaka Mankamba         |                    | Député au Parlement de la Communauté française |

#### DierAnimal(1)
| Nom               | En remplacement de | Fonction |
| ----------------- | ------------------ | -------- |
| Victoria Austraet |                    |          |

#### Indépendants (1)
| Nom         | En remplacement de | Fonction |
| ----------- | ------------------ | -------- |
| Emin Özkara |                    |          |

### Groupe linguistique néerlandophone (17)

#### Groen(4)
| Nom                       | En remplacement de  | Fonction       |
| ------------------------- | ------------------- | -------------- |
| Juan Benjumea Moreno (nl) |                     |                |
| Soetkin Hoessen           | Elke Van den Brandt |                |
| Lotte Stoops (nl)         |                     |                |
| Arnaud Verstraete         |                     | Chef de groupe |

#### N-VA(3)
| Nom                       | En remplacement de | Fonction       |
| ------------------------- | ------------------ | -------------- |
| Cieltje Van Achter        |                    | Chef de groupe |
| Mathias Vanden Borre (nl) |                    |                |
| Gilles Verstraeten (nl)   |                    |                |

#### Open Vld -Open Vlaamse Liberalen en Democraten(3)
| Nom             | En remplacement de | Fonction       |
| --------------- | ------------------ | -------------- |
| Carla Dejonghe  |                    | Chef de groupe |
| Guy Vanhengel   |                    |                |
| Khadija Zamouri | Sven Gatz          |                |

#### one.brussels-sp.a(3)
| Nom              | En remplacement de | Fonction       |
| ---------------- | ------------------ | -------------- |
| Fouad Ahidar     |                    | Chef de groupe |
| Els Rochette     |                    |                |
| Hilde Sabbe (nl) | Pascal Smet        |                |

#### Vlaams Belang(1)
| Nom                    | En remplacement de | Fonction |
| ---------------------- | ------------------ | -------- |
| Dominiek Lootens-Stael |                    |          |

#### CD&V -Christen-Democratisch en Vlaams(1)
| Nom            | En remplacement de | Fonction |
| -------------- | ------------------ | -------- |
| Bianca Debaets |                    |          |

#### Agora(1)
| Nom                | En remplacement de | Fonction       |
| ------------------ | ------------------ | -------------- |
| Pepijn Kennis (nl) |                    | Chef de groupe |

#### PVDA(1)
| Nom          | En remplacement de | Fonction |
| ------------ | ------------------ | -------- |
| Jan Busselen |                    |          |